# Odd Arne Andreassen
Odd Arne Andreassen, född 12 november 1950, är en norsk lokalpolitiker inom Arbeiderpartiet och tidigare kommunalråd i Tranøy kommun från 2003 till 2015.